# Estación Longchamps
Longchamps es una estación ferroviaria ubicada en la ciudad homónima, en el partido de Almirante Brown, Provincia de Buenos Aires, Argentina.

## Servicios
Es un centro de transferencia intermedio del servicio eléctrico metropolitano de la Línea General Roca que se presta entre las estaciones Constitución y Glew/Alejandro Korn.

## Ubicación e infraestructura
La entrada general se encuentra en la intersección de la Avenida Longchamps (ex Dr. L. Chiesa) y las calles Bolívar y Burgwardt. Las plataformas se comunican mediante túnel subterráneo.
Posee tres andenes elevados, de los cuales dos son utilizados para el servicio eléctrico y el tercero está en desuso.
Como en muchas otras estaciones de la línea, los andenes se comunican mediante un túnel subterráneo, dividido en dos mitades por una reja para separar a los pasajeros de los transeúntes y evitar evasión en el pago del boleto. El túnel ha sufrido inundaciones en días de mucha precipitación a causa de filtraciones y en el tramo de transeúntes se encuentran puestos comerciales, como en muchas otras estaciones.

## Historia
En 2007 la zona de playa (en desuso) fue levantada para construir una plaza pública. En 2008 la nueva concesionaria, UGOFE, reacondicionó parcialmente la estación, haciendo entre otras reformas la reposición de las letras en los carteles, pero como en otras estaciones han sido arrancadas varias debido al vandalismo imperante.
En el año 2013 se inauguró del lado este de la estación el nuevo edificio de la delegación municipal y centro cívico, en conjunto con un boulevard, y una nueva área dedicada a las paradas de colectivos de la línea 501.

### Toponimia
La localidad y la estación ferroviaria deben su nombre a un hipódromo francés homónimo en el cual la Sociedad Hípica de Lomas de Zamora se basó para habilitar en la zona una pista de carreras de caballos. Ante la gran afluencia de público a las carreras, los fundadores donaron terrenos para construir una parada ferroviaria, la cual fue inaugurada el 10 de agosto de 1910, considerada la fecha oficial de fundación de Longchamps.

## Diagrama
| Plataforma Este          | |
| Vía 1                    | Trenes a Glew provenientes de Constitución (próxima Glew) Trenes a Korn provenientes de Constitución (próxima Glew) Trenes directos a Korn provenientes de Constitución (próxima Glew)          |
| Vía 2                    | Trenes a Constitución provenientes de Glew (próxima Burzaco) Trenes a Constitución provenientes de Korn (próxima Burzaco) Trenes directos a Constitución provenientes de Korn (próxima Burzaco) |
| Plataforma central Oeste | |
| Vía 3                    | Sin uso |